# 正城ユウキ
正城 ユウキ（しょうじょう ゆうき、1980年12月12日 - ）は、日本の男性総合格闘家。神奈川県鎌倉市出身。クロスワンジム湘南所属。

## 来歴
2004年1月24日、佐瀬純一戦でプロ修斗デビュー。判定負け。
2005年は新人王トーナメントバンタム級（56kg）に出場。11月6日、決勝戦で下川雄生に判定負けし、新人王を逃した。
2006年3月3日、修斗で神酒龍一と対戦し、判定勝ち。
2008年2月23日、修斗でマモルと対戦し、0-3の判定負け。9月28日、漆谷康宏にフロントスリーパーホールドで一本勝ち。
2009年3月20日、修斗世界バンタム級王者のBJに挑戦するも、3Rにスリーパーホールドで一本負けを喫し王座獲得に失敗した。
2011年7月18日、修斗世界バンタム級王者の漆谷康宏に挑戦し、パウンドでKO負けを喫し王座獲得に失敗した。
2012年3月10日、フライ級（52kg）転向初戦で猿丸ジュンジと対戦し、1-2の判定負けを喫した。

## 戦績
| 総合格闘技 戦績 | 総合格闘技 戦績 | 総合格闘技 戦績 | 総合格闘技 戦績 | 総合格闘技 戦績 | 総合格闘技 戦績 | 総合格闘技 戦績 |
| --------------- | --------------- | --------------- | --------------- | --------------- | --------------- | --------------- |
| 28 試合         | (T)KO           | 一本            | 判定            | その他          | 引き分け        | 無効試合        |
| 17 勝           | 2               | 3               | 12              | 0               | 2               | 0               |
| 9 敗            | 2               | 1               | 6               | 0               | 2               | 0               |

| 勝敗 | 対戦相手           | 試合結果                            | 大会名                                                                      | 開催年月日     |
| ○    | 上田貴央           | 2R 1:16 KO                          | ZST.53                                                                      | 2016年8月7日   |
| ○    | 田村淳             | 5分2R終了 判定2-0                   | ZST.51                                                                      | 2016年4月17日  |
| ○    | 上原佑介           | 5分2R終了 判定3-0                   | ZST.49                                                                      | 2015年11月22日 |
| ×    | 澤田龍人           | 3R 0:16 KO（パウンド）              | 修斗 SHOOTO GIG TOKYO Vol.18                                                | 2015年2月11日  |
| ○    | 鍋島潤             | 5分2R終了 判定3-0                   | 修斗 2014年第7戦                                                            | 2014年9月27日  |
| ×    | 内藤のび太         | 5分3R終了 判定0-3                   | 修斗 2014年第2戦                                                            | 2014年3月16日  |
| ○    | オニボウズ         | 5分3R終了 判定2-0                   | 修斗                                                                        | 2012年11月11日 |
| ○    | 阿部博之           | 5分3R終了 判定3-0                   | 修斗                                                                        | 2012年7月16日  |
| ×    | 猿丸ジュンジ       | 5分3R終了 判定1-2                   | 修斗                                                                        | 2012年3月10日  |
| ×    | 漆谷康宏           | 2R 0:24 KO（左ハイキック→パウンド） | 修斗 SHOOTOR'S LEGACY 03 【修斗世界バンタム級タイトルマッチ】               | 2011年7月18日  |
| ○    | 田原しんぺー       | 5分3R終了 判定3-0                   | 修斗伝承 2011                                                               | 2011年4月29日  |
| ○    | ジェシー・タイタノ | 5分3R終了 判定3-0                   | 修斗 The Way of SHOOTO 02 〜Like a Tiger, Like a Dragon〜                   | 2010年3月22日  |
| ○    | KODO               | 5分3R終了 判定2-0                   | 修斗 REVOLUTIONARY EXCHANGES 2                                              | 2009年9月22日  |
| ×    | BJ                 | 3R 0:38 スリーパーホールド          | "修斗伝承 06" ROAD TO 20th ANNIVERSARY 【修斗世界バンタム級タイトルマッチ】 | 2009年3月20日  |
| ○    | 漆谷康宏           | 3R 3:39 フロントスリーパーホールド  | "修斗伝承 03" ROAD TO 20th ANNIVERSARY                                      | 2008年9月28日  |
| ×    | マモル             | 5分3R終了 判定0-3                   | 修斗 SHOOTING DISCO 4 〜ボーン・イン・ザ☆ファイティング〜                   | 2008年2月23日  |
| ○    | 生駒純司           | 5分2R終了 判定3-0                   | 修斗 SHOOTING DISCO 3 〜エブリバディー・ファイトナウ〜                      | 2007年10月20日 |
| ○    | 阿部マサトシ       | 2R 3:33 フロントスリーパーホールド  | 修斗 BACK TO OUR ROOTS 04                                                   | 2007年7月15日  |
| ○    | 塩田"GOZO"歩       | 2R 0:45 TKO（右ストレート）         | 修斗 下北沢修斗劇場 第17弾 〜男はつよいよ〜                                 | 2007年3月4日   |
| ×    | 菅原雅顕           | 5分2R終了 判定0-2                   | 修斗                                                                        | 2006年11月10日 |
| ○    | 岡田剛史           | 5分2R終了 判定3-0                   | 修斗                                                                        | 2006年9月8日   |
| ○    | 大河内衛           | 5分2R終了 判定3-0                   | 修斗                                                                        | 2006年5月28日  |
| ○    | 神酒龍一           | 5分2R終了 判定3-0                   | 修斗 下北沢修斗劇場 第14弾 〜'06 巣立ち〜                                   | 2006年3月3日   |
| ×    | 下川雄生           | 5分2R終了 判定0-2                   | 修斗 【新人王決定トーナメント バンタム級 決勝】                             | 2005年11月6日  |
| △    | 手塚豊             | 5分2R終了 判定1-0                   | 修斗 【新人王決定トーナメント バンタム級 準決勝】                           | 2005年9月23日  |
| ○    | 松藤裕晴           | 2R 1:40 スリーパーホールド          | 修斗 【新人王決定トーナメント バンタム級 1回戦】                            | 2005年5月29日  |
| △    | 畑武彦             | 5分2R終了 判定0-0                   | CAND                                                                        | 2004年10月24日 |
| ×    | 佐瀬純一           | 5分2R終了 判定0-3                   | 修斗                                                                        | 2004年1月24日  |

## DVD
- 知られざるムエタイ超実戦技術 究極の接近戦 首相撲